# Paul Hindemith

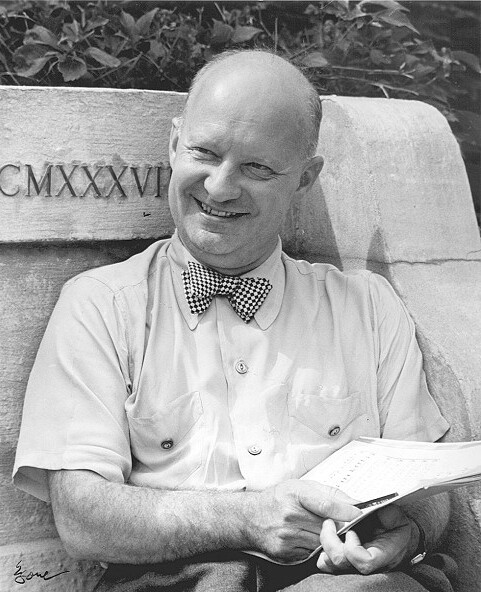
Paul Hindemith während seines Exils in den USA, 1945

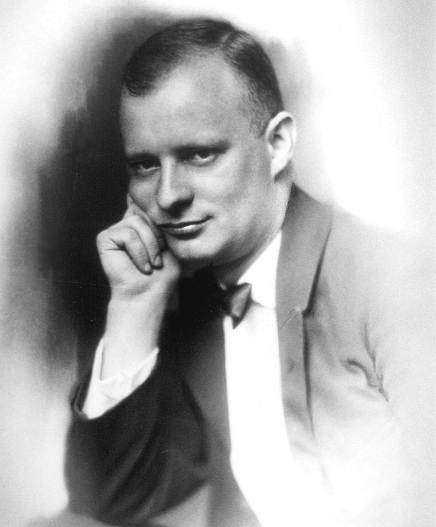
Paul Hindemith mit 28 Jahren, 1923

Paul Hindemith (* 16. November 1895 in Hanau; † 28. Dezember 1963 in Frankfurt am Main) war ein deutscher Komponist der Moderne (Neue Musik). In seiner frühen Schaffensperiode schockierte er das klassische Konzertpublikum mit provozierend neuartigen Klängen (schroffen Rhythmen, grellen Dissonanzen, Einbezug von Jazz-Elementen), was ihm den Ruf eines „Bürgerschrecks“ einbrachte. Während des Nationalsozialismus kam es zu einem Aufführungsverbot seiner Werke, auf das er schließlich mit Emigration reagierte, zunächst in die Schweiz, dann in die USA. Unterdessen entwickelte sich seine Kompositionsweise hin zu einem neoklassizistisch geprägten Stil, der sich auf neue Weise mit klassischen Formen wie Sinfonie, Sonate und Fuge auseinandersetzte. Dabei distanzierte er sich vom romantischen Künstlerbild des allein durch Inspiration beflügelten Genies und betonte die Bedeutung der Beherrschung von kompositorischer Technik als unabdingbare Voraussetzung für den Komponisten. Die Betonung des Handwerklichen spiegelt sich auch in seinen theoretischen Schriften, insbesondere der Unterweisung im Tonsatz. Sein theoretisches System kann kurz als freie Tonalität beschrieben werden, die sich sowohl von der traditionellen Dur-Moll-Tonalität als auch von der zwölftönigen Atonalität Schönbergs abgrenzt. Er plädierte für „Gebrauchsmusik“ und sah es als Pflicht des Komponisten an, sich sozialen Herausforderungen zu stellen und nicht zum reinen Selbstzweck zu komponieren.
Hindemith verkörpert in besonderem Maße den Typ eines in Theorie und Praxis gleichermaßen versierten Universalmusikers. So verfügte er zum Beispiel über reiche Erfahrungen als Orchester- (Geige und Bratsche) und Kammermusiker (als Bratschist im Amar-Quartett). Als Dirigent profitierte er von seiner weitgehend professionellen Beherrschung aller gängigen Orchesterinstrumente.

## Leben

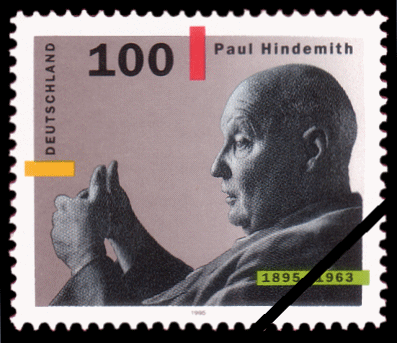
Briefmarke zum 100. Geburtstag 1995

Als Sohn des Anstreichers Rudolf Hindemith und dessen Frau Sophie (geb. Warnecke) entstammte Hindemith einer Arbeiterfamilie. Seine frühe Kindheit verbrachte er in Rodenbach bei Hanau. Vom dritten bis zum sechsten Lebensjahr lebte Paul Hindemith bei seinen Großeltern Hindemith in Naumburg am Queis in Schlesien. Im Jahr 1900 zog die Familie nach Mühlheim am Main, wo Paul seine Grundschulzeit absolvierte und seinen ersten Geigenunterricht erhielt. 1905 zog er mit seiner Familie nach Frankfurt am Main; dort beendete er im Alter von vierzehn Jahren die Volksschule.
Die familiären Wurzeln liegen in Schlesien. Er entstammt einer alteingesessenen schlesischen Familie von Kaufleuten und Handwerkern aus den Kreisen Jauer und Lauban. Sein Vater Rudolf wurde 1870 im schlesischen Naumburg am Queis geboren. Er verließ als junger Mann seine Heimat und siedelte sich um 1890 in Hanau an, wo er als Anstreicher arbeitete. Der Vater ließ seine drei Kinder, den 1895 geborenen Paul, die 1898 geborene Schwester Antonie (Toni) und den 1900 geborenen Bruder Rudolf, seit frühester Kindheit musikalisch unterrichten und sie unter dem Namen „Frankfurter Kindertrio“ auftreten. Er gab ihnen die Ausbildung, die ihm selbst trotz musikalischer Veranlagung verwehrt geblieben war. Der Sohn Rudolf Hindemith, der sehr früh als Cellist Anerkennung fand, ergriff später ebenfalls den Beruf des Dirigenten und Komponisten, stand aber im Schatten seines berühmten Bruders Paul. Der Vater meldete sich, trotz seines fortgeschrittenen Lebensalters von 44 Jahren, 1914 zu Beginn des Ersten Weltkrieges als Kriegsfreiwilliger. Er fiel im September 1915 in der Herbstschlacht in der Champagne bei Souain-Perthes als Infanterist im Nahkampf.
Als Kinder waren die beiden hochmusikalischen Brüder Paul und Rudolf (1900–1974) das Aushängeschild der Familie; als junge Erwachsene begannen sie, im Amar-Quartett, einer der führenden Gruppen in der Neue-Musik-Szene der 1920er Jahre, professionell zusammen zu musizieren. Der jüngere Rudolf (Cello) stieg bald aus, weil er sich oft hinter Paul zurückgesetzt sah, wechselte ins Genre von Blasmusik und Jazz und blieb im Gegensatz zu Paul als Dirigent in Deutschland.

### Musikalischer Werdegang

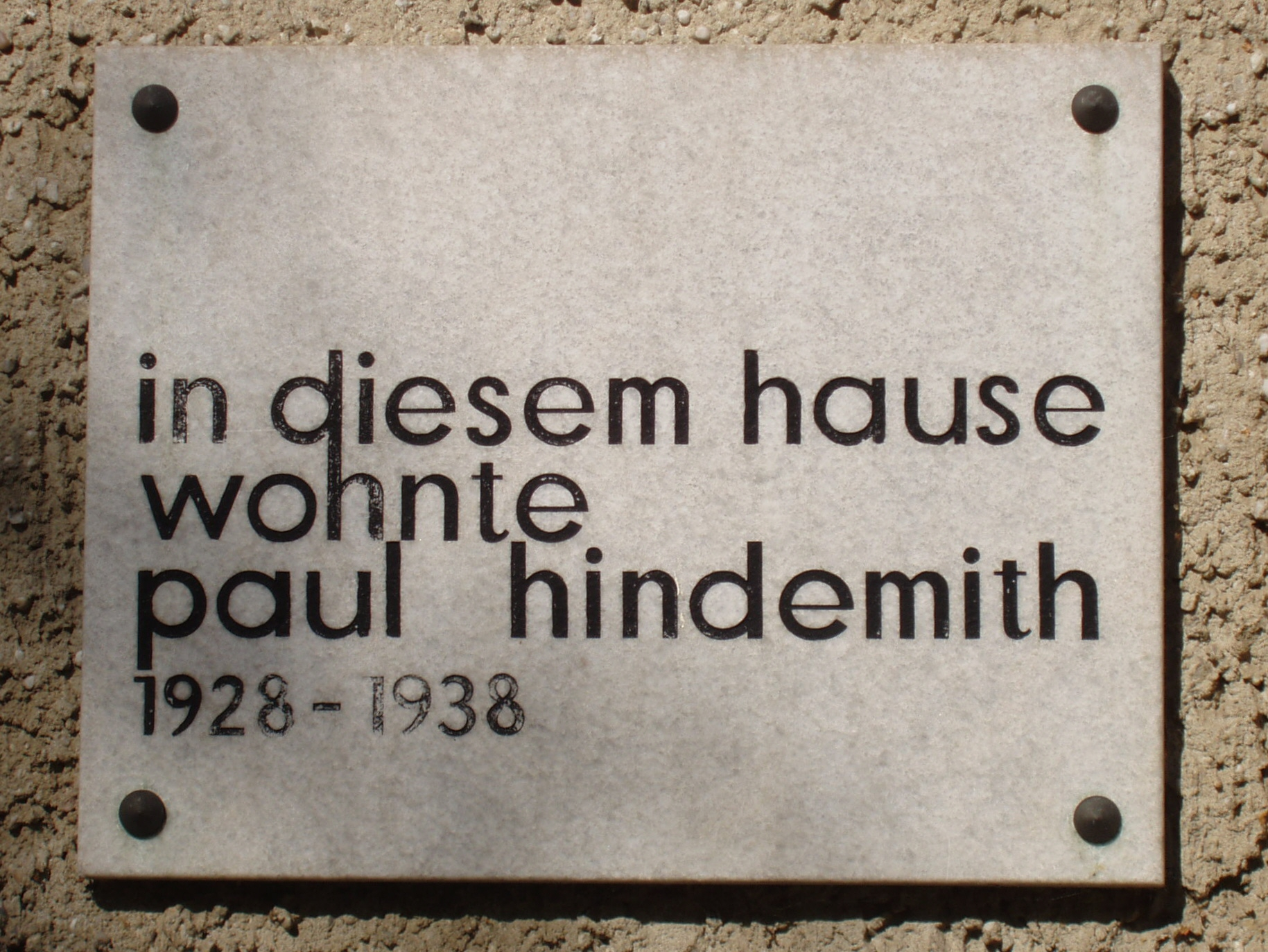
Gedenktafel am Berliner Brixplatz

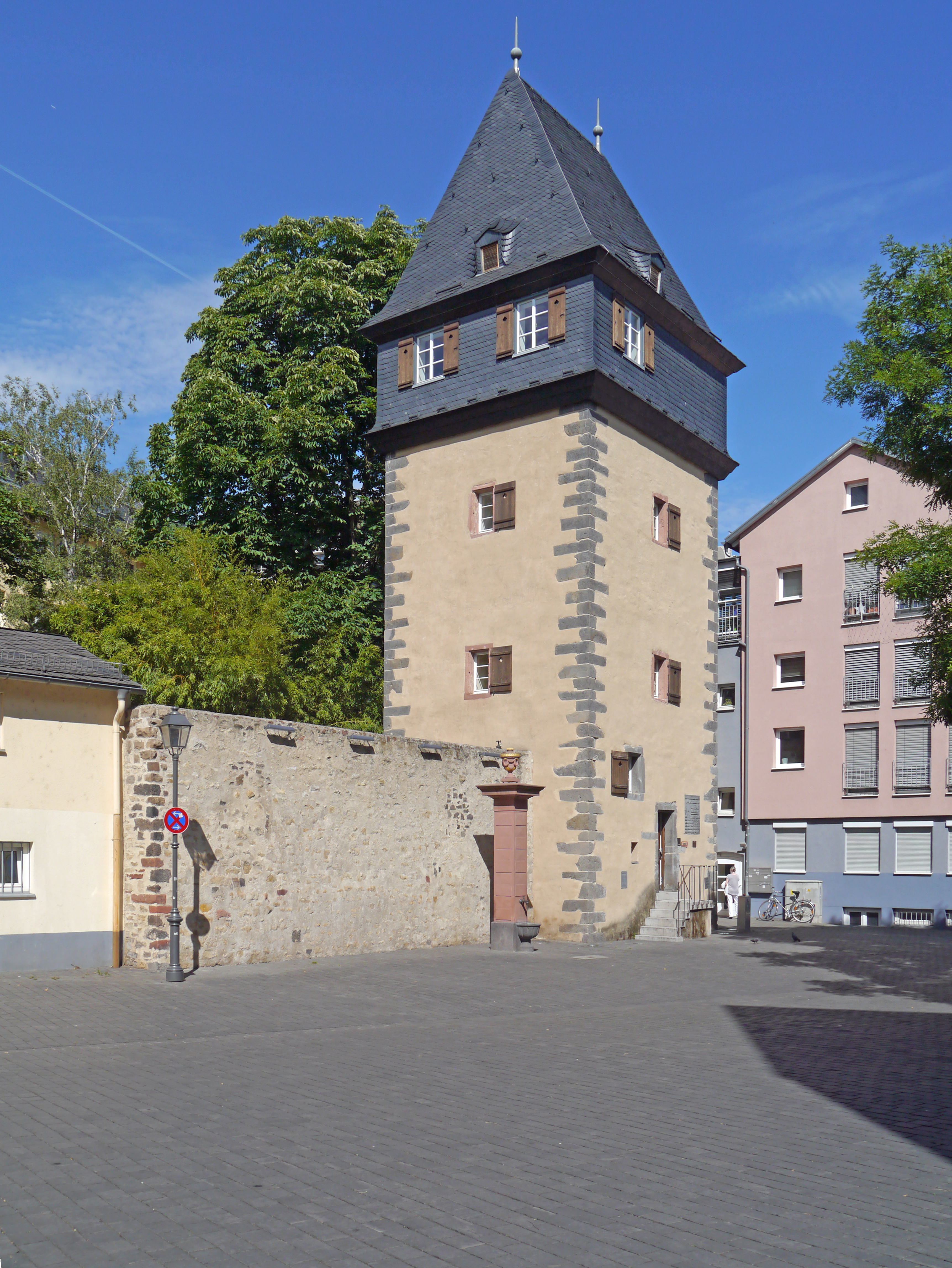
Hindemiths Wohnsitz 1923–1927 im Kuhhirtenturm in Frankfurt am Main

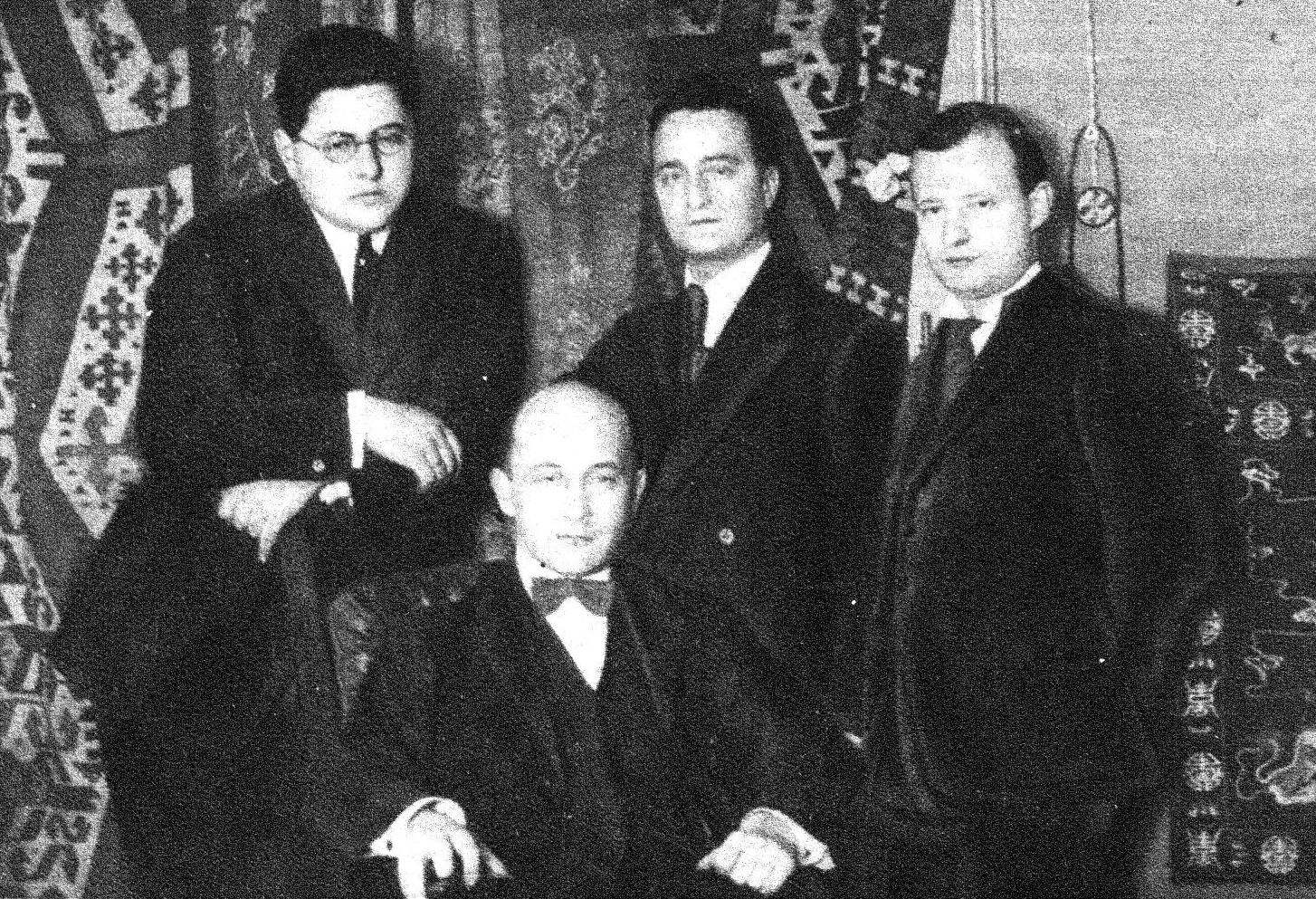
Amar Quartett
v. l. n. r.: Maurits Frank, Licco Amar, Walter Caspar und Paul Hindemith, 1922

Paul lernte ab dem neunten Lebensjahr Violine. Nach einer Empfehlung seiner Violinlehrerin Anna Hegner besuchte er ab 1909 das Hoch’sche Konservatorium und studierte in der Violinklasse von Adolf Rebner. Ab 1912 erhielt er Kompositionsunterricht bei Arnold Mendelssohn und Bernhard Sekles, bei dem auch Theodor W. Adorno studierte. Während der Sommerferien 1913 und 1914 spielte er in Kurkapellen in der Schweiz; am Frankfurter Neuen Theater wurde er 1913 als Konzertmeister engagiert.
Von 1915 bis 1923 hatte er die Stelle des Konzertmeisters an der Frankfurter Oper inne. Hindemith wurde im Ersten Weltkrieg am 16. Januar 1918 als Militärmusiker eines Infanterie-Regiments ins Elsass verlegt. Ab April war seine Einheit in Nordfrankreich und Belgien stationiert, wo Hindemith die Gräuel des Krieges erlebte. Am 5. Dezember 1918 wurde er aus dem Militärdienst entlassen.
Nach der erfolgreichen Premiere seiner Einakter Mörder, Hoffnung der Frauen op. 12 und Das Nusch-Nuschi op. 20 in Stuttgart unter der Leitung von Fritz Busch im Juni 1921 avancierte Hindemith wenige Wochen später bei den ersten Donaueschinger Musiktagen mit der Uraufführung seines 3. Streichquartett Opus 16 zu einem der erfolgreichsten Komponisten seiner Generation. Das eigens dafür gegründete Amar-Quartett, in dem Hindemith bis 1929 die Bratsche spielte, gehörte zu den prominentesten Ensembles für zeitgenössische Musik. Die Donaueschinger Kammermusiktage (mit Folgeveranstaltungen in Baden-Baden 1927–1929 und Berlin 1930) leitete er in den Jahren 1923 bis 1930 zusammen mit Heinrich Burkard und Joseph Haas künstlerisch und machte sie zu einem der wichtigsten Foren neuer Musik. Bei den Festivals der International Society for Contemporary Music (ISCM World Music Days) gehört Hindemith zu den am meisten aufgeführten Komponisten. Nacheinander wurden an den ISCM-Festivals folgende Werke von ihm aufgeführt: 1923 in Salzburg Klarinettenquintett op.30 (Uraufführung), 1924 in Salzburg das Streichtrio op. 34 (Uraufführung), 1925 in Venedig die Kammermusik Nr. 2 op. 36/1, 1926 in Zürich das Konzert für Orchester op. 38, 1928 in Siena die Suite für Klavier op. 37, 1934 in Florenz das Heckelphontrio op. 47, 1938 in London Auszüge aus Mathis der Maler, 1942 in San Francisco die Symphonie in Es, 1946 in London das Streichquartett in Es, 1957 in Zürich die Kammermusik Nr. 1 op. 24/1 und 1964 in Kopenhagen die Konzertmusik op. 41. Außerdem trat Hindemith bei den ISCM World Music Days 1922-24 mit dem Amar-Quartett auch als Kammermusiker auf.
1923 erfüllte Hindemith den Wunsch des Pianisten Paul Wittgenstein, der im Krieg einen Arm eingebüßt hatte, nach einem Klavierkonzert für die linke Hand. Der Pianist führte das Werk jedoch nicht auf. Erst über 80 Jahre später folgte 2004 nach der überraschenden Entdeckung der Partitur 2002 die Uraufführung bei den Berliner Philharmonikern.
Zu den frühen Förderinnen Hindemiths gehörte Emma Lübbecke-Job, die Ehefrau des Frankfurter Kunsthistorikers Fried Lübbecke, die schon 1918 mit dem Rebner-Quartett (s. o.) sein Quintett e-Moll (Opus 7) aufgeführt hatte und bis 1930 eine Reihe von Werken Hindemiths uraufführte; ihr widmete er 1924 seine Kammermusik Nr. 2 op. 36 Nr. 1.
Im selben Jahr heiratete er Gertrud Rottenberg, Tochter des Kapellmeisters des Frankfurter Opernorchesters Ludwig Rottenberg und Enkelin des ehemaligen Frankfurter Oberbürgermeisters Franz Adickes.
Durch seinen Freund und Schwager, den Rundfunkpionier und damaligen Leiter des Frankfurter Senders, Hans Flesch, kam Hindemith ab 1924 mit dem neuen Medium in Berührung. In der Folge entstanden Werke für den Rundfunk, etwa die Anekdoten für Radio (Drei Stücke für fünf Instrumente) (1925). 1929 entstand für die Baden-Badener Musiktage das Hörspiel Der Lindberghflug, eine Gemeinschaftsproduktion mit Kurt Weill und Bertolt Brecht. Die Berliner Hochschule für Musik berief Hindemith 1927 zum Professor für Komposition. Ab 1929 lehrte Hindemith überdies an der 1927 gegründeten Volksmusikschule Neukölln.

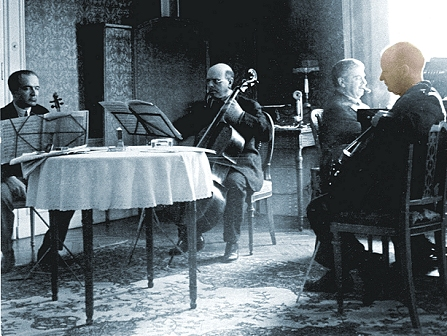
Paul Hindemith (rechts) 1933 beim Musizieren (mit Viola) in Wien.
v. l. n. r.: Bronisław Huberman (Violine), Pau Casals (Cello), Artur Schnabel (Klavier)

Zum Freundeskreis des Komponisten gehörten die Frankfurter Maler Reinhold Ewald (1890–1974) und Rudolf Heinisch (1896–1956). Ewald, der in Hindemiths Kindertagen in dessen Nachbarschaft gewohnt hatte, gestaltete Titelblätter für Partituren (zum Beispiel Sancta Susanna). Mit Heinisch blieb Hindemith bis zu dessen Tod eng befreundet. Dieser war auch sein Trauzeuge, zeichnete dessen Amar-Quartett und malte Paul Hindemith in der Zeit von 1924 bis 1956 etwa fünfzehnmal. Sein bekanntestes Bild von Hindemith, seit 1929 im Städelschen Museum in Frankfurt, hing 1938 in der Nazi-Ausstellung „Entartete Kunst“ in der Kategorie „Technisch gekonnt, Gesinnung verjudet“ und wurde anschließend als „unbrauchbar“ zerstört.

### Mechanische Musik
Hindemith zeigte vorübergehend auch Interesse für die neuen, sich in ersten Entwicklungsstufen befindlichen elektrischen Instrumente. Erstmals 1926 in Donaueschingen mit Jörg Mager konfrontiert, interessierte er sich für die Möglichkeiten mechanischer Instrumente der Firma M. Welte & Söhne. Während seiner Jahre als Hochschullehrer in Berlin begleitete er die Entwicklung des Trautoniums und regte seine Erstpräsentation 1930 in Berlin an. Als Interpret seiner Werke auf dem Trautonium wirkte dessen Mitentwickler Oskar Sala.

### Konfrontation mit dem „Dritten Reich“
Adolf Hitler hatte sich schon 1929 über das fünfte Bild der Oper Neues vom Tage beschwert, da dort eine unbekleidete Frau in der Badewanne sitzend singt. Von der NSDAP wurde seine Arbeit mehr und mehr behindert. NS-Anhänger bezweifelten nicht das musikalische Können von Hindemith als „großem Mann seiner Zeit“, agitierten aber gegen seine „untragbare Gesinnung“. Kurz nach der Ernennung Hitlers zum Reichskanzler wurden Teile seiner Werke unter dem Verdikt des „Kulturbolschewismus“ oder als „entartete Kunst“ aus den Programmen entfernt. 1934 erhielten seine Werke ein Sendeverbot im deutschen Rundfunk.
Wilhelm Furtwängler machte am 25. November 1934 mit seinem Artikel Der Fall Hindemith in der Deutschen Allgemeinen Zeitung publizistisch wirkungsvoll auf die Situation Hindemiths aufmerksam: Niemand von der jüngeren Generation habe für das Ansehen der deutschen Musik im Ausland so viel getan wie Hindemith. Man könne es sich nicht leisten, auf ihn zu verzichten. Hermann Göring und Joseph Goebbels reagierten verärgert: Reichspropagandaminister Joseph Goebbels verunglimpfte Hindemith als „atonalen Geräuschemacher“, der Komponist wurde von seiner Berliner Hochschulprofessur beurlaubt und Furtwängler musste von allen Ämtern zurücktreten.
Zum Zeichen seiner Solidarität mit den Verfolgten des Regimes spielte Hindemith an Heiligabend 1933 und Neujahr 1934 im Berliner Untersuchungsgefängnis Moabit, wo zu jener Zeit unter anderem sein Schwager Hans Flesch einsaß, auf der Bratsche Stücke von Bach. Im badischen Lenzkirch arbeitete er Anfang 1935 an seiner Oper Mathis der Maler.
Ab 1936 war die Aufführung seiner Werke in Deutschland verboten, was ihn dazu zwang, zunehmend im europäischen Ausland als Bratscher aufzutreten. Seine Professur an der Berliner Hochschule kündigte er im März 1937 unmittelbar vor dem Aufbruch zu seiner ersten USA-Tournee. 1938 wurde er in der Düsseldorfer Ausstellung „Entartete Musik“ verunglimpft. Dort wurde auch die jüdische Abstammung seiner Ehefrau zu seiner Diskreditierung hervorgehoben.

### Emigration und Rückkehr

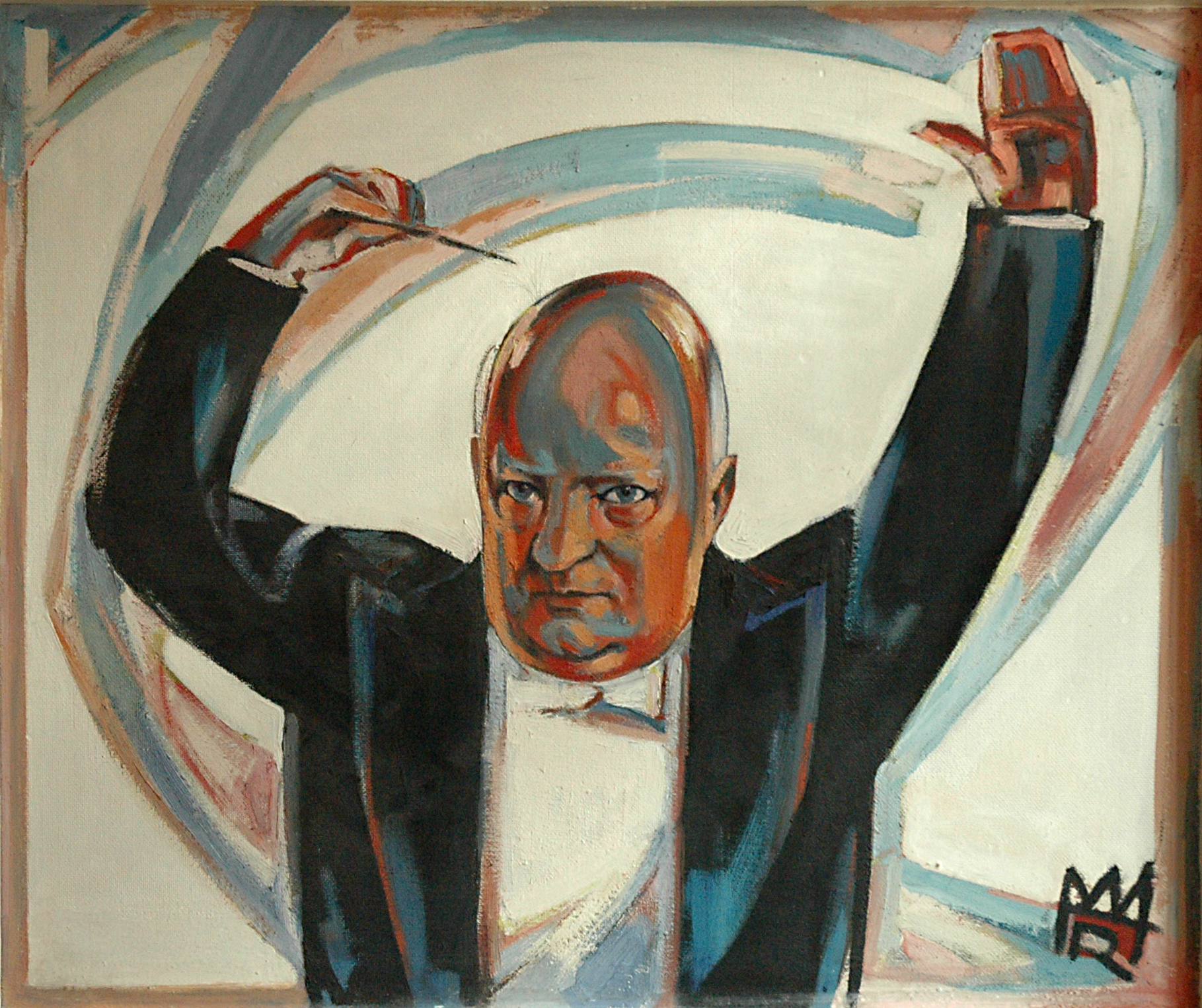
Paul Hindemith dirigiert (1950) Gemälde von Rudolf Heinisch

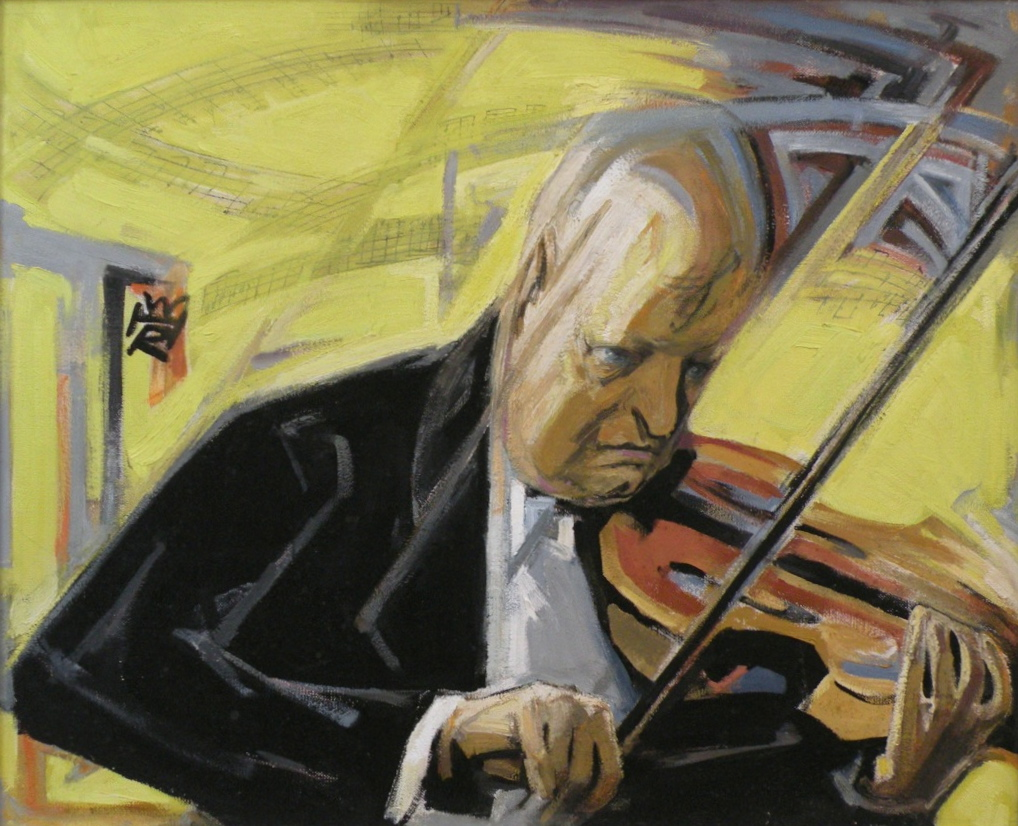
Paul Hindemith mit Bratsche (1956), Gemälde von Rudolf Heinisch

Zwischen 1935 und 1937 hielt sich Hindemith im Auftrag der türkischen Regierung jeweils für mehrere Wochen in der Türkei auf, um die Musiker- und Musiklehrerausbildung am Konservatorium von Ankara nach westlichem Vorbild zu reformieren.
1938 gingen Hindemith und seine Frau ins Exil, zunächst in die Schweiz. Nach dem Beginn des Zweiten Weltkriegs reiste Hindemith Anfang 1940 zunächst für Vortragsreisen in die USA, wo er ein Angebot der Yale University in New Haven (Connecticut) für eine Professur für Musiktheorie annahm. Seine Frau Gertrud folgte ihm im Sommer 1940.
1940 wurde Hindemith in die American Academy of Arts and Sciences und 1947 in die American Academy of Arts and Letters gewählt. 1946 erhielt er die amerikanische Staatsbürgerschaft.
Ab Ende der 1940er Jahre machte Hindemith Karriere als Dirigent und erarbeitete sich ein breites Repertoire vom Frühbarock bis hin zu zeitgenössischen Werken. Weltweite Tourneen ließen ihn in etlichen musikalischen Zentren auftreten, etwa bei den Wiener und Berliner Philharmonikern, beim Chicago Symphony Orchestra oder New York Philharmonic Orchestra. 1954 leitete er im Wiener Konzerthaus das inoffizielle Debüt des Concentus Musicus Wien mit Monteverdis Orfeo.
Abwechselnd mit Yale lehrte Hindemith ab 1951 auch an der Universität Zürich, wo ein Lehrstuhl für Musikwissenschaft für ihn eingerichtet wurde. 1953 verließ er die USA und ließ sich in der Schweiz nieder. Er lebte in seiner Villa La Chance in Blonay bei Vevey am Genfersee.
Nach dem Ende seiner Lehrtätigkeit in Zürich 1957 wirkte Hindemith weiter als Dirigent und Komponist. Sein Spätwerk umfasst bedeutende Werke wie die Opern Die Harmonie der Welt (1956/57) und Das lange Weihnachtsmahl/The long Christmas Dinner (1961), die Pittsburgh Symphony (1958), das Oktett (1958), das Concerto for Organ (1962) und die Messe für gemischten Chor a cappella (1963). Nach der Uraufführung dieser seiner letzten Komposition am 12. November 1963 in Wien kehrte Hindemith zunächst nach Blonay zurück. An seinem Geburtstag erkrankte er schwer und ließ sich auf eigenen Wunsch in das Marienhospital in Frankfurt am Main einweisen. Dort starb er am 28. Dezember an einer Bauchspeicheldrüsenentzündung.

### Preise und Auszeichnungen
1950 nahm Hindemith die Ehrendoktorwürde der Freien Universität Berlin an, außerdem wurde er Ehrenmitglied der Wiener Konzerthausgesellschaft. 1950 Ehrenmitglied der International Society for Contemporary Music ISCM. 1951 erhielt er den Bach-Preis der Freien und Hansestadt Hamburg. 1955 wurde er mit der Goetheplakette der Stadt Frankfurt am Main geehrt und mit dem Wihuri-Sibelius-Preis ausgezeichnet. 1956 wurde er assoziiertes Mitglied der Académie royale des Sciences, des Lettres et des Beaux-Arts de Belgique. 1962 bekam er den Balzan-Preis für Musik und wurde in die American Philosophical Society aufgenommen.

### Schüler
Hindemith bildete zahlreiche Komponisten aus. Es gab auch kritische Stimmen zu seiner pädagogischen Arbeit. So urteilte der österreichische Komponist Gottfried von Einem:

„Hindemith war ja ein wirklich großer Meister, das wissen wir alle, aber er war ein furchtbarer Lehrer. Es ist da nichts heraus gekommen, weil er die Leute an sich gebunden hat. Das Gegenteil also von Blacher.“

Peter Ré, der bei Hindemith an der Yale University studierte, äußert in einem Interview:

“He was very selective about his students. I was fortunate to be one of them. […] We were very worried about whether we were able to answer questions that he had for us, because he was ahead of us in a way. And we learned a lot of new things that we never had before in our back training. It was a wonderful experience but he was a very tough teacher and he would certainly harshly criticize you if you didn’t know what you were doing. […] He was very clear in correcting us when we showed him what we were doing. We were always amazed at his knowledge. […] You loved and you hated him. It could be terribly difficult with him. But the fact that he selected you was always a safety thing.”

„Er war sehr wählerisch in Bezug auf seine Schüler. Ich hatte das Glück, einer von ihnen zu sein. […] Wir waren sehr besorgt darüber, ob wir Fragen beantworten konnten, die er uns stellte, weil er uns gewissermaßen voraus war. Und wir haben viele neue Dinge gelernt, die wir nie zuvor im Unterricht hatten. Es war eine wundervolle Erfahrung, aber er war ein knallharter Lehrer, und er kritisierte einen sicher scharf, wenn man sich nicht gut auskannte. […] Er hat uns ganz klar korrigiert, wenn wir ihm unsere Arbeiten zeigten. Seine Kenntnisse verblüfften uns immer. […] Man liebte ihn und man hasste ihn. Es konnte furchtbar schwierig sein mit ihm. Aber die Tatsache, dass er einen ausgewählt hatte, gab immer eine Sicherheit.“

Auch der Hindemith-Forscher Gerd Sannemüller konstatierte:

„Innerlich beschäftigt mit dem Ausbau seiner strengen Tonsatzlehre und nicht kompromißbereit, ließ er [Hindemith – T.E.] seinen Schülern wenig Raum zu einem freieren Arbeiten. Die ausschließliche Einstellung auf dieses Tonsystem wurde vielfach als eine Einschränkung der künstlerischen Entwicklungsmöglichkeiten angesehen; Adorno benutzt dafür das harte Wort ‚Gleichschaltung‘. Eine Distanz zu den Studenten, die andere Vorstellungen hatten, war daher zeitweilig in Hindemiths 13-jähriger nordamerikanischer Lehrtätigkeit unüberhörbar.“

- Herbert Ahlendorf, deutscher Dirigent, Komponist und Hochschullehrer in Berlin
- Byeongso Ahn, südkoreanischer Violinist, Dirigent, Komponist und Pädagoge
- Howard Boatwright, US-amerikanischer Komponist und Musikwissenschaftler
- Siegfried Borris, deutscher Komponist
- Arnold Cooke, britischer Komponist
- Carlos Ehrensperger, Schweizer Komponist
- Dietrich Erdmann, deutscher Komponist
- Lilli Friedemann, deutsche Violinistin und Improvisatorin, Erfinderin der Gruppenimprovisation
- Lukas Foss, amerikanischer Pianist und Komponist
- Zoltán Gárdonyi, ungarischer Komponist und Musikwissenschaftler
- Harald Genzmer, deutscher Komponist
- Guillermo Graetzer, argentinischer Komponist, Musikpädagoge und Musikwissenschaftler österreichischer Herkunft.
- Artur Grenz, deutscher Komponist und Dirigent[19]
- Bernhard Heiden, deutsch-amerikanischer Komponist
- Andrew Hill, US-amerikanischer Jazz-Pianist und Komponist
- Walter Kraft, deutscher Komponist und Organist
- Felicitas Kukuck, deutsche Komponistin
- Werner Kaegi, Schweizer Komponist
- Heinrich Konietzny, deutscher Fagottist und Komponist
- Walter Leigh, britischer Komponist und Pianist
- Ernst Hermann Meyer, deutscher Komponist
- Hans Friedrich Micheelsen, deutscher Komponist und Organist
- Konrad Friedrich Noetel, deutscher Komponist
- Hans Otte, deutscher Pianist, Komponist und Musikvermittler
- Franz Reizenstein, deutsch-jüdischer Komponist und Pianist
- Oskar Sala, deutscher Komponist und Mitentwickler des Trautoniums
- Hans-Ludwig Schilling, deutscher Komponist
- Ruth Schönthal, deutsch-amerikanische Komponistin und Pianistin
- Robert Strassburg (1915–2003), amerikanischer Komponist/Pädagoge[20][21]
- Josef Tal, israelischer Komponist
- Tan Xiaolin, chinesischer Komponist
- Johannes Paul Thilman, deutscher Komponist
- Friedrich Tilegant, deutscher Dirigent
- Heinz Zeebe, deutscher Dirigent
- Rudolf Zink, deutscher Komponist

## Darstellung Hindemiths in der bildenden Kunst

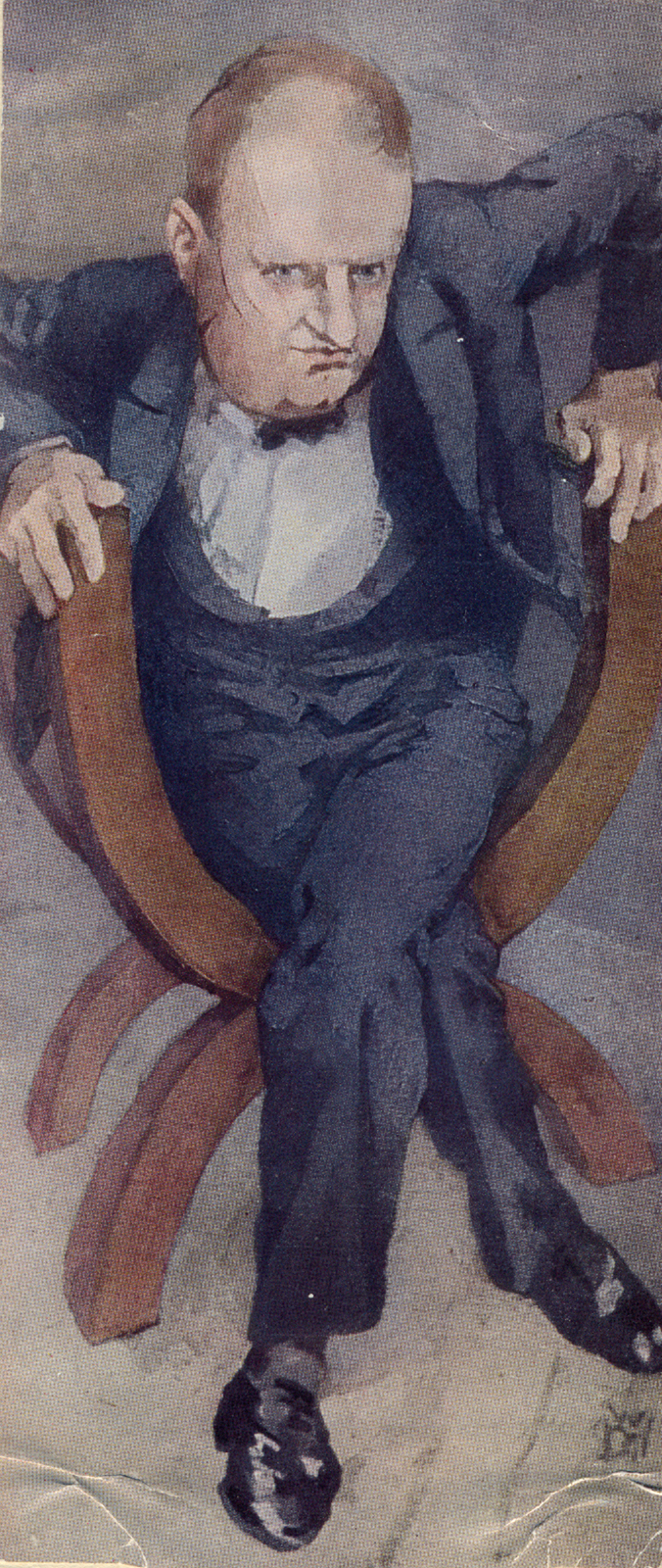
Porträt von Paul Hindemith durch Rudolf Heinisch, 1931

- Rudolf Heinisch: Bildnis Hindemith (Öl auf Leinwand, 138,7 × 59,7 cm, 1927; 1937 als „entartet“ aus dem Städelschen Kunstinstitut und Städtische Galerie, Frankfurt/Main, beschlagnahmt und zerstört.)[22]

## Rechtsnachfolge
Aufgrund einer testamentarischen Verfügung von Hindemiths Witwe Gertrud Hindemith († 13. März 1967) wurde 1968 die Hindemith-Stiftung mit Sitz in Blonay gegründet.  Die Stiftung richtete 1974 das Hindemith Institut Frankfurt sowie 1978 das Hindemith-Musikzentrum in Blonay ein.

## Hindemith-Preise
Zu Ehren Paul Hindemiths wurden bisher zwei Paul-Hindemith-Preise von der Hindemith-Stiftung gestiftet: der im Rahmen des Schleswig-Holstein Musik Festivals seit 1990 verliehene Hindemith-Preis und seit 2000 der Paul-Hindemith-Preis der Stadt Hanau.

## Werkverzeichnis
Hindemiths Nachlass wird im Hindemith Institut Frankfurt aufbewahrt und seine Kompositionen in Form einer historisch-kritischen Gesamtausgabe ediert. Auf der Webseite der Stiftung sind neben einem ausführlichen Werkverzeichnis auch Informationen über sein Leben und Schaffen online abrufbar.

### Kompositionen (Auswahl)
- 1917: Drei Gesänge für Sopran und Orchester op. 9
- 1918: Sonate in D für Klavier und Violine op. 11 Nr. 2
- 1921: Im Kampf mit dem Berge – I. Teil: In Sturm und Eis (Filmmusik)
- 1921/22: Suite 1922 für Klavier op. 26 (Marsch (Luft-Akt) – Shimmy – Nachtstück – Boston – Ragtime)
- 1921: 4. Streichquartett op. 22
- 1922: Die junge Magd (Lieder nach Georg Trakl), op. 23 Nr. 2
- 1922: Kammermusik Nr. 1 op. 24 Nr. 1
- 1922: Sonate für Bratsche allein op. 25 Nr. 1
- 1922/23: Das Marienleben, op. 27, Liederzyklus für Sopranstimme und Klavier nach dem gleichnamigen Gedichtzyklus Das Marien-Leben (1912) von Rainer Maria Rilke
- 1923: Minimax – Repertorium für Militärmusik für Streichquartett
- 1923: Klaviermusik mit Orchester für die linke Hand op. 29 (entdeckt 2002 im Nachlass von Paul Wittgenstein, Uraufführung 2004)
- um 1925: Ouvertüre zum „Fliegenden Holländer“, wie sie eine schlechte Kurkapelle morgens um 7 am Brunnen vom Blatt spielt für Streichquartett
- 1925: Kammermusik Nr. 4  op. 36 Nr. 3 für Solo-Violine und größeres Kammerorchester (Violinkonzert)
- 1925: Konzert für Orchester op. 38
- 1925: Rondo für drei Gitarren
- 1926: Werke für mechanisches Klavier (Welte-Mignon)
- 1926: Konzertmusik für Blasorchester op. 41 (Konzertante Ouvertüre – Sechs Variationen über das Lied Prinz Eugen, der edle Ritter – Marsch; Uraufführung in Donaueschingen)
- 1927: Acht Stücke für Flöte allein
- 1927: Kammermusik Nr. 5 op. 36 Nr. 4 für Bratsche und Orchester
- 1927: Kammermusik Nr. 7, op. 46 Nr. 2 für Orgel, Bläser und Bässe
- 1930er Jahre: zahlreiche Lieder, Chor- und A-cappella-Werke
- 1931: Das Unaufhörliche, Oratorium, entstanden in Zusammenarbeit mit Gottfried Benn
- 1931: Concertino für Trautonium und Streichorchester (Uraufführung in München bei der 2. Tagung für Rundfunkmusik)
- 1933: Konzertstück für zwei Altsaxophone[24]
- 1934: Symphonie Mathis der Maler
- 1935: Langsames Stück mit Rondo für Trautonium
- 1935: Sonate in E für Violine und Klavier
- 1935: Der Schwanendreher – Konzert nach Volksliedern für Viola und Kammerorchester
- 1936: Drei Sonaten für Klavier
- 1936–1955: je eine Sonate für jedes gängige Orchesterinstrument und Klavier, die meisten zwischen 1936 und 1942, darunter:
  - 1936: Sonate für Flöte und Klavier
  - 1938: Sonate für Oboe und Klavier
  - 1939: Sonate für Trompete und Klavier
  - 1939: Sonate für Klarinette und Klavier
  - 1941: Sonate für Englischhorn und Klavier
  - 1949: Sonate für Kontrabass und Klavier
  - 1955: Sonate für Basstuba und Klavier
- 1937–1940: Drei Sonaten für Orgel
- 1939: Konzert für Violine und Orchester
- 1940: Sinfonie in Es
- 1942: Ludus tonalis (Klavierzyklus)
- 1943: Orchesterstück Symphonic Metamorphosis of Themes by Carl Maria von Weber (dt. Symphonische Metamorphosen von Themen Carl Maria von Webers, oft in fehlerhafter Übersetzung aus dem Englischen und ebensolcher Rückübersetzung zu finden)
- 1946: Als Flieder jüngst mir im Garten blüht’ – Ein Requiem „Denen, die wir lieben“ (engl. When Lilacs Last in the Dooryard Bloom’d – A Requiem „For Those We Love“), Oratorium nach einem Text von Walt Whitman
- 1947: Apparebit repentina dies für gemischten Chor und Blechbläser
- 1947: Klarinettenkonzert (Benny Goodman gewidmet)
- 1948: Septett für Bläser
- 1951: Symphony in B-flat for Concert Band (Moderately fast, with vigor – Andantino grazioso – Fugue, rather broad)
- 1958: Pittsburgh Symphony
- 1963: Concerto for Organ and Orchestra zur Einweihung der Philharmonic Hall in New York
- 1963: Messe für gemischten Chor (SATB) a cappella. (Hindemiths letztes Werk; die Uraufführung am 12. November 1963 in der Wiener Piaristenkirche dirigierte er selbst.)

### Bühnenwerke
- 1921: Mörder, Hoffnung der Frauen op. 12, Text von Oskar Kokoschka
- 1921: Das Nusch-Nuschi op. 20, „Spiel für burmanische Marionetten“, Text von Franz Blei
- 1922: Sancta Susanna op. 21, Text von August Stramm
- 1922: Der Dämon op. 28, Tanzpantomime von Max Krell
- 1922: Tuttifäntchen, Weihnachtsmärchen von Hedwig Michel und Franziska Becker
- 1926: Cardillac op. 39, Text von Ferdinand Lion
- 1927: Hin und zurück op. 45a, Sketch mit Musik auf einen Text von Marcellus Schiffer
- 1929: Neues vom Tage, Lustige Oper auf einen Text von Marcellus Schiffer
- 1929: Lehrstück, Text von Bertolt Brecht (vgl. Lehrstück (Theater))
- 1929: Der Lindberghflug, Hörspiel von Paul Hindemith und Kurt Weill, Text von Bertolt Brecht
- 1930: Wir bauen eine Stadt, Spiel für Kinder auf einen Text von Robert Seitz
- 1934/35: Mathis der Maler, Oper in sieben Bildern, Text von Paul Hindemith (über das Schicksal Matthias Grünewalds)
- 1938: Nobilissima visione, Ballett von Hindemith und Léonide Massine
- 1944: Hérodiade, Orchester-Rezitation auf einen Text von Stéphane Mallarmé
- 1952: Cardillac (Neufassung), Oper in 4 Akten, Text von Paul Hindemith nach Ferdinand Lion
- 1953/54: Neues vom Tage (Neufassung), Lustige Oper in zwei Akten, Text von Paul Hindemith nach Marcellus Schiffer
- 1956/57: Die Harmonie der Welt, Oper in fünf Aufzügen, Text von Paul Hindemith (über das Leben und Schaffen des Johannes Kepler)
- 1961: Das lange Weihnachtsmahl (The Long Christmas Dinner), Oper in einem Akt auf einen Text von Thornton Wilder, deutsche Fassung von Hindemith

### Bücher
- Unterweisung im Tonsatz
  - I. Theoretischer Teil, Schott, Mainz 1937
  - II. Übungsbuch für den zweistimmigen Satz, Schott, Mainz 1939
  - III. Übungsbuch für den dreistimmigen Satz, Schott, Mainz 1970
- Aufgaben für Harmonieschüler (Traditional Harmony), Schott, Mainz 1949, ISBN 978-3-7957-1602-8
- Übungsbuch für Elementare Musiktheorie (Elementary Training for Musicians), Schott, Mainz 1975, ISBN 3-7957-1604-7
- A Composer’s World,  Harvard University Press 1949/50. US-Erstausgabe
- Komponist in seiner Welt, Atlantis Verlag, Zürich 1959. Deutsche Erstausgabe
- Komponist in seiner Welt: Weiten und Grenzen, Atlantis Musikbuch, Zürich 1994, ISBN 3-254-00191-5
- Mathis der Maler: Oper in sieben Bildern, Apollo-Verlag, Mainz 1945
- Johann Sebastian Bach. Ein verpflichtendes Erbe, Insel Verlag, Wiesbaden 1953 (Insel-Bücherei 575/2)
- Paul Hindemith: Zeugnis in Bildern, Schott, Mainz 1955
- Sterbende Gewässer, Lambert Schneider, Gerlingen 1963
- Paul Hindemith: Die letzten Jahre Schott, Mainz 1965
- Der Komponist als Zeichner (The Composer as Graphic Artist), Atlantis-Musikbuchverlag, Zürich 1995

## Eponyme

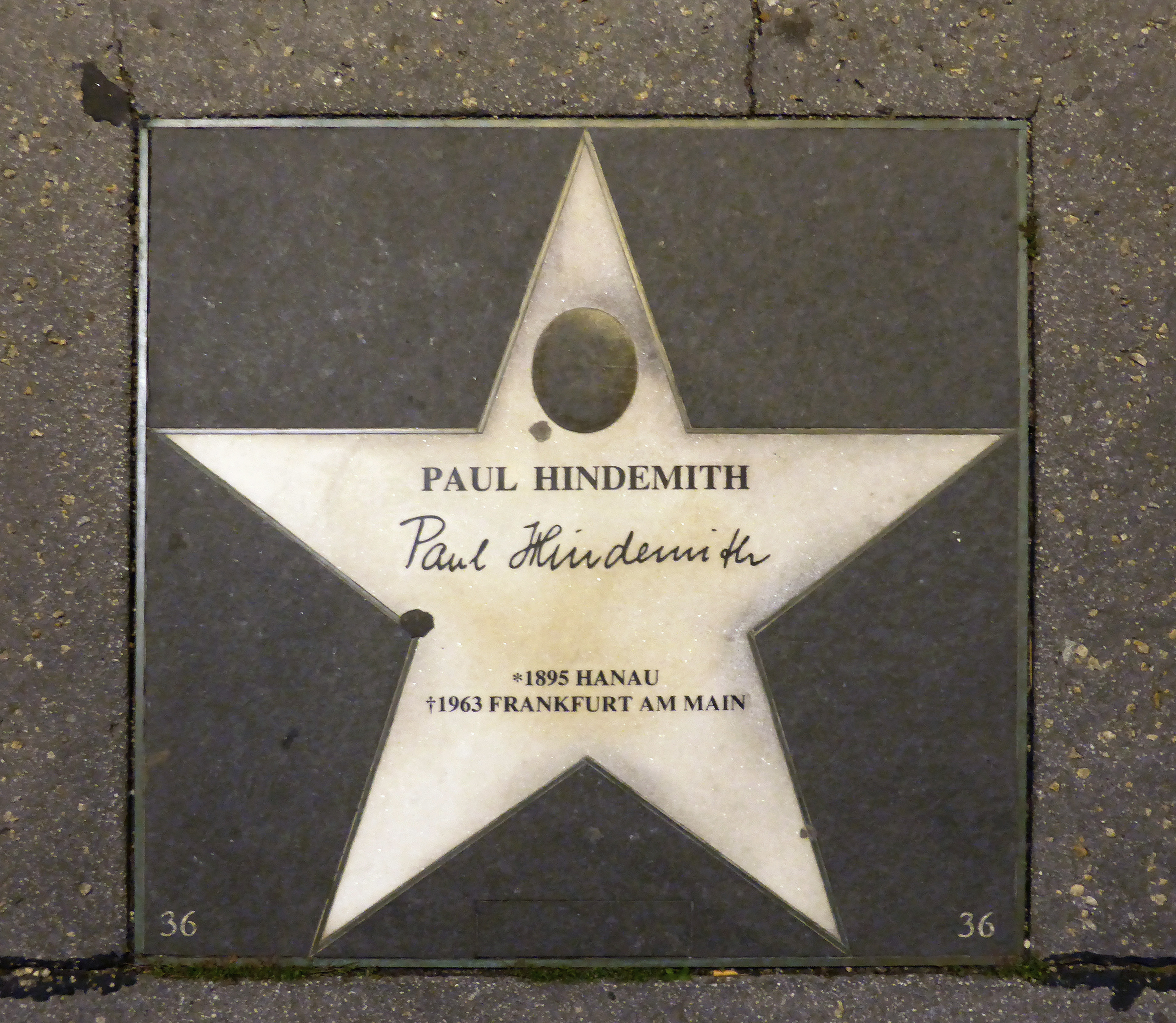
Musik Meile Wien

Folgende Eponyme beziehen sich auf seinen Namen: Der Asteroid (5157) Hindemith ist nach ihm benannt. Die Paul-Hindemith-Schule, eine integrierte Gesamtschule im Frankfurter Stadtteil Gallus, in dem Hindemith einen Großteil seiner Jugend verbrachte, besteht unter diesem Namen seit 1986. Die Paul-Hindemith-Musikschule in Hindemiths Geburtsort Hanau trägt seinen Namen seit 1984. Die Musikschule Paul Hindemith Berlin-Neukölln ist seit 2002 nach dem Komponisten benannt, der ab 1929 zu ihrem Kollegium zählte.

## Sonstiges
Hortense von Gelmini führte 1974 mit ihrem „Orchestra Gelmini“ sowie der Pianistin Fany Solter die Vier Temperamente von Paul Hindemith (1940) auf, Motive, die sie 1985 auch in vier Bildern gemalt und 2005 in vier Gedichten charakterisiert hat. Alles zusammen präsentierte sie 2005 in einer Finissage, wobei die Musik durch eine Tanzvorführung begleitet wurde. Sie führte auch Hindemiths Fünf Stücke für Streichorchester, op. 44 Nr. IV auf.
Der englische Komponist William Walton hat über das erste Thema des 2. Satzes aus Hindemiths Cellokonzert (1940) seine Variations on a Theme by Hindemith (1962–1963) geschrieben.